# Biblioteche di Bologna

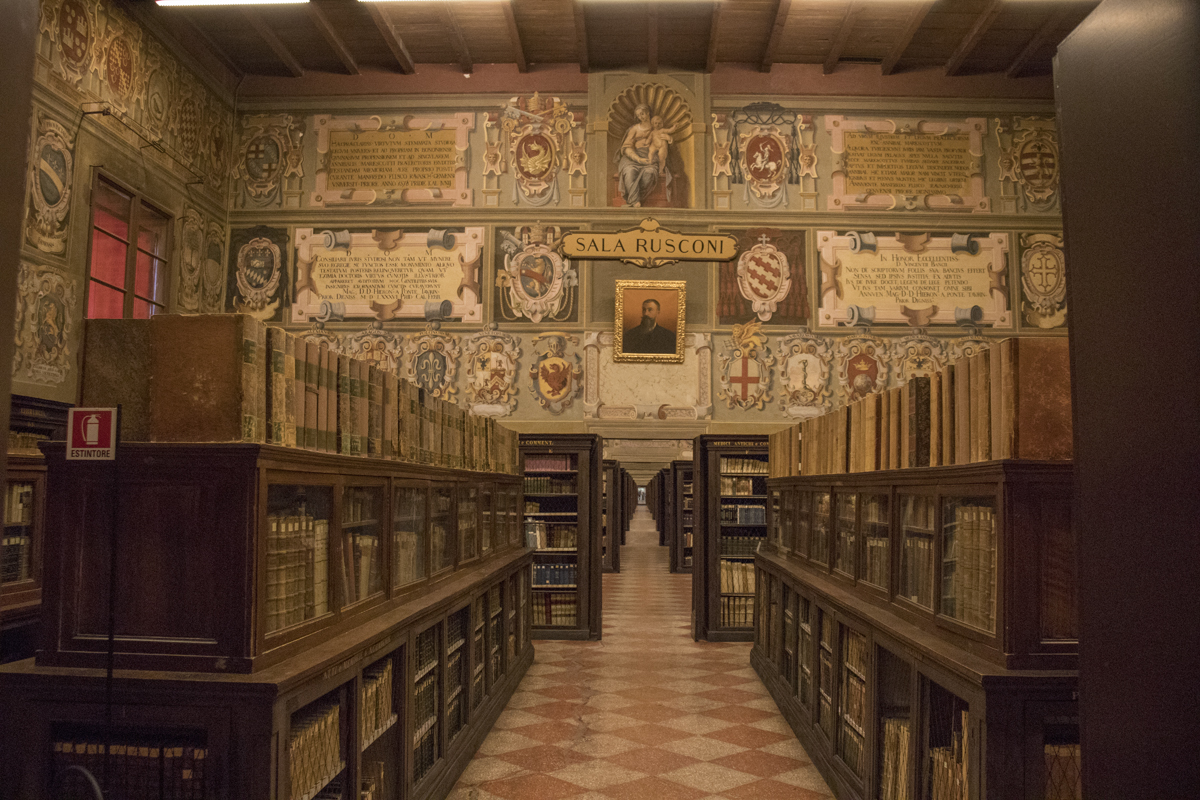
Sala storica della Biblioteca dell'Archiginnasio

Le biblioteche di Bologna sono oltre 150 tra comunali, universitarie e di altri enti, pubblici e privati.

## Storia

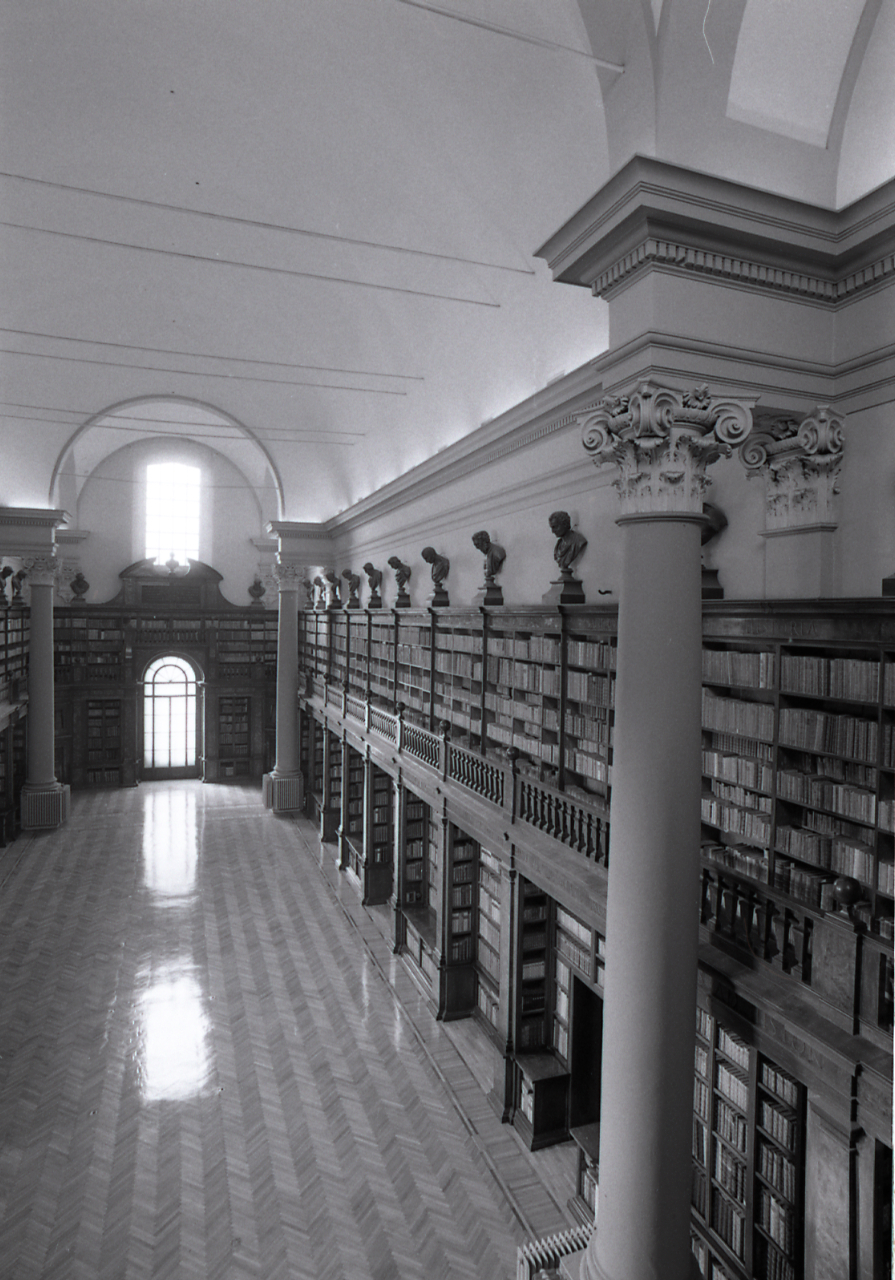
La biblioteca dell'Istituto delle Scienze poi universitaria (foto di Paolo Monti)

### Origini
Le prime biblioteche a Bologna, come nel resto d'Europa, sorsero nel Medioevo prima nei grandi conventi o monasteri cittadini, come quelli di San Domenico o San Giacomo, e successivamente nei collegi che ospitavano gli studenti stranieri dell'Università di Bologna. L'università appunto fu d'importanza fondamentale per la produzione e diffusione libraria in città, grazie alle attività degli stationarii, ovvero scrivani a cui venivano commissionati la copia dei libri di testo suddivisi però in pecie (parti di libro).
Nell'età della Controriforma si verificò una certa contrazione culturale, connessa a quella dell'Università e le biblioteche conventuali vennero chiuse al pubblico. In controtendenza il Cardinale Gabriele Paleotti fondò la Biblioteca Arcivescovile, consultabile al solo clero, mentre il naturalista Ulisse Aldrovandi donò alla città il suo fondo librario e scientifico, che venne depositato nel Palazzo Pubblico.

### Il Settecento e periodo napoleonico
Fu solo con la fondazione nel 1712, da parte del conte Luigi Ferdinando Marsili, dell'Istituto delle Scienze che Bologna si dotò di una vera e propria biblioteca civica, in maniera simile a quanto accadde con la Biblioteca Palatina di Parma e la Biblioteca Estense di Modena, espressioni però delle autorità ducali. La biblioteca annessa all'Istituto venne incrementata versandovi i fondi di Ulisse Aldrovandi e successivamente fu posta sotto la protezione del papa Benedetto XIV che incrementò il patrimonio librario tramite editti e donazioni personali.
Nel 1752 venne aperta la Libreria pubblica di Santa Lucia su impulso dei Gesuiti, detta anche Libreria Zambeccari poiché il fondo iniziale fu donato da Francesco Zambeccari, con l'obbligo di garantire l'accesso pubblico alla biblioteca. Nel 1773, con lo scioglimento dell'ordine, la gestione passò ai Barnabiti, mentre dal 1935 i locali fanno parte del Liceo Galvani.
Con l'arrivo delle truppe francesi nel 1796 vengono soppressi numerosi conventi e monasteri. I patrimoni librari vengono confiscati e alcuni volumi inviati a Parigi, mentre altri sono fatti confluire nella biblioteca dell'Istituto. Nel 1801 si procedette all'istituzione di una Biblioteca Dipartimentale (poi Comunitativa) posta sotto il controllo diretto del Dipartimento del Reno e trasferita nel convento di San Domenico. Qui confluirono tutti i fondi, tra cui quelli della Libreria di Santa Lucia, che non erano stati assorbiti dalla Biblioteca dell'Istituto delle Scienze. Quest'ultima poi l'anno successivo divenne Biblioteca Centrale dell'Università Nazionale con il trasferimento dall'Archiginnasio a Palazzo Poggi dell'università, costituendo così l'attuale Biblioteca Universitaria.

### Dalla restaurazione al Novecento
Nel 1838 fu completato il trasferimento della biblioteca comunitativa nel Palazzo dell'Archiginnasio, diventando così l'odierna Biblioteca comunale dell'Archiginnasio. La nuova istituzione culturale ricevette un notevole impulso sotto la direzione di Luigi Frati, tra il 1858 e il 1902, quando il patrimonio librario passò dai 40.000 volumi ad oltre 260.000, organizzato secondo i più recenti criteri biblioteconomici.
Con l'unità d'Italia la Biblioteca Universitaria passò sotto il controllo del Ministero della Pubblica Istruzione; nello stesso periodo iniziarono a svilupparsi le prime biblioteche legate a singole facoltà o istituti, antesignane delle moderne biblioteche di dipartimento. Tra la fine dell'Ottocento e l'inizio del Novecento si cercò di ampliare il pubblico bibliotecario, contestualmente all'emergere delle biblioteche popolari. Tra le prime iniziative in questo senso ci fu l'apertura serale dell'Archiginnasio nel 1903, seguita dall'apertura nel 1909 della Biblioteca Popolare su iniziativa di Albano Sorbelli.
Il nuovo istituto, ispirato alle public libraries anglosassoni, prese sede nei locali dell'antica Libreria di Santa Lucia, chiusa dopo la soppressione degli ordini religiosi nel 1869. Ebbe un notevole successo, grazie anche all'impulso della giunta Zanardi che promosse l'apertura di quattro sezioni distaccate di pubblica lettura nella periferia cittadina tra il 1917 e il 1918. Tuttavia l'avvento del fascismo interruppe queste esperienze culturali, strumentalizzandole a fini propagandistici, facendo chiudere le sezioni decentrate e infine accorpando definitivamente nel 1929 la Biblioteca Popolare a quella della Casa del Fascio locale.

### Dal Dopoguerra al nuovo millennio

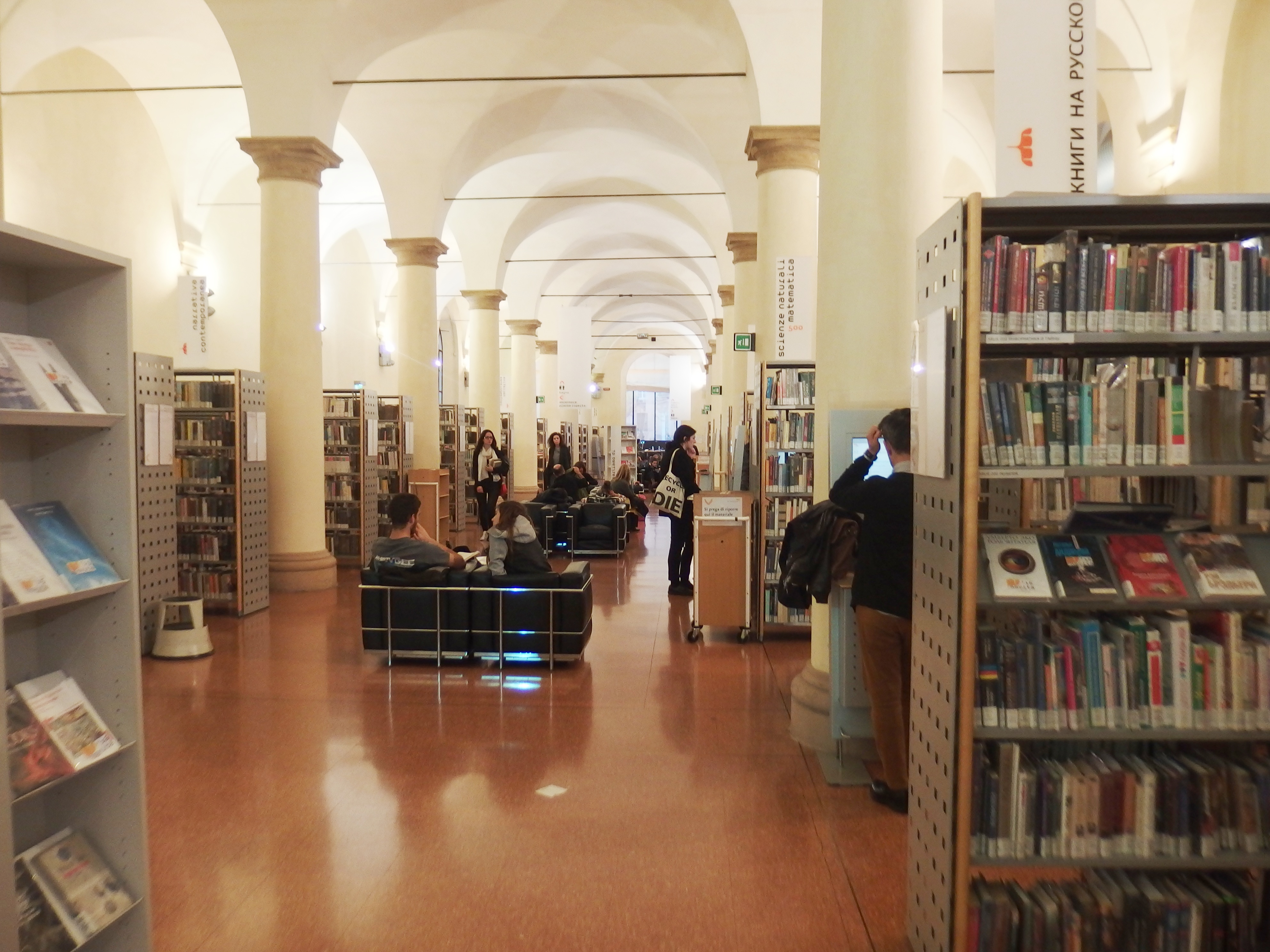
La sala Scuderie della Biblioteca Salaborsa

Subito dopo la guerra venne riaperta la vecchia Popolare, e dopo le prime difficoltà venne spostata a Palazzo Montanari col nome di Sezione Centrale di Pubblica Lettura. Infatti già negli anni '50 si diede nuovamente impulso allo sviluppo del settore bibliotecario, a Bologna ma anche in provincia. Nel 1954 venne aperta una biblioteca per ragazzi nella Palazzina Liberty dei Giardini Margherita e nel 1960 fu inaugurata la prima biblioteca di quartiere, come sezione decentrata dell'Archiginnasio, presso il Centro Zanardi in San Donato.
Con l'obiettivo di creare un "centro culturale polivalente" in ogni quartiere, verso la fine degli anni Settanta si arrivò a ben 16 biblioteche decentrate collocate nei 18 quartieri, coprendo così l'intera città. Si trattava di strutture coordinate dall'Archiginnasio e dalla Sezione Centrale di Palazzo Montanari, che disponevano all'apertura di circa 3.000 volumi, spesso a scaffalatura aperta. Erano concepite come veri e propri spazi culturali di riferimento per il quartiere, tanto più che dopo il 1974 vennero spesso integrate nei nuovi "centri civici" che man mano venivano eretti nelle zone periferiche della città. Nel frattempo anche in provincia vennero aperte nuove biblioteche dislocate nei vari comuni, principalmente ad opera del Consorzio Provinciale di Pubblica Lettura, operante dalla fine degli anni Cinquanta. Nel corso del tempo vennero aperte 40 tra biblioteche e sale di lettura, fino allo scioglimento del consorzio avvenuto nel 1986.
Negli anni Ottanta si rese evidente come il sistema bibliotecario cittadino fosse carente di organicità e coordinamento. Con la crescita delle biblioteche universitarie di dipartimento e lo sviluppo delle biblioteche di pubblica lettura a Bologna e in provincia, si arrivò a contare più di 300 istituti librari, scarsamente collegati tra loro. Nel 1990 i Quartieri ottennero il completo controllo delle proprie biblioteche, almeno fino al 2009 quando furono riunite assieme all'Archiginnasio e alla nuova Salaborsa nella nuova Istituzione Biblioteche del comune di Bologna. A partire dagli anni Novanta si pensò alla creazione di un moderno polo culturale contemporaneo, da crearsi negli spazi della Sala Borsa, presso Palazzo d'Accursio. La nuova biblioteca multimediale fu inaugurata nel 2001, assorbendo la vecchia Biblioteca Centrale di Palazzo Montanari.

## Biblioteche

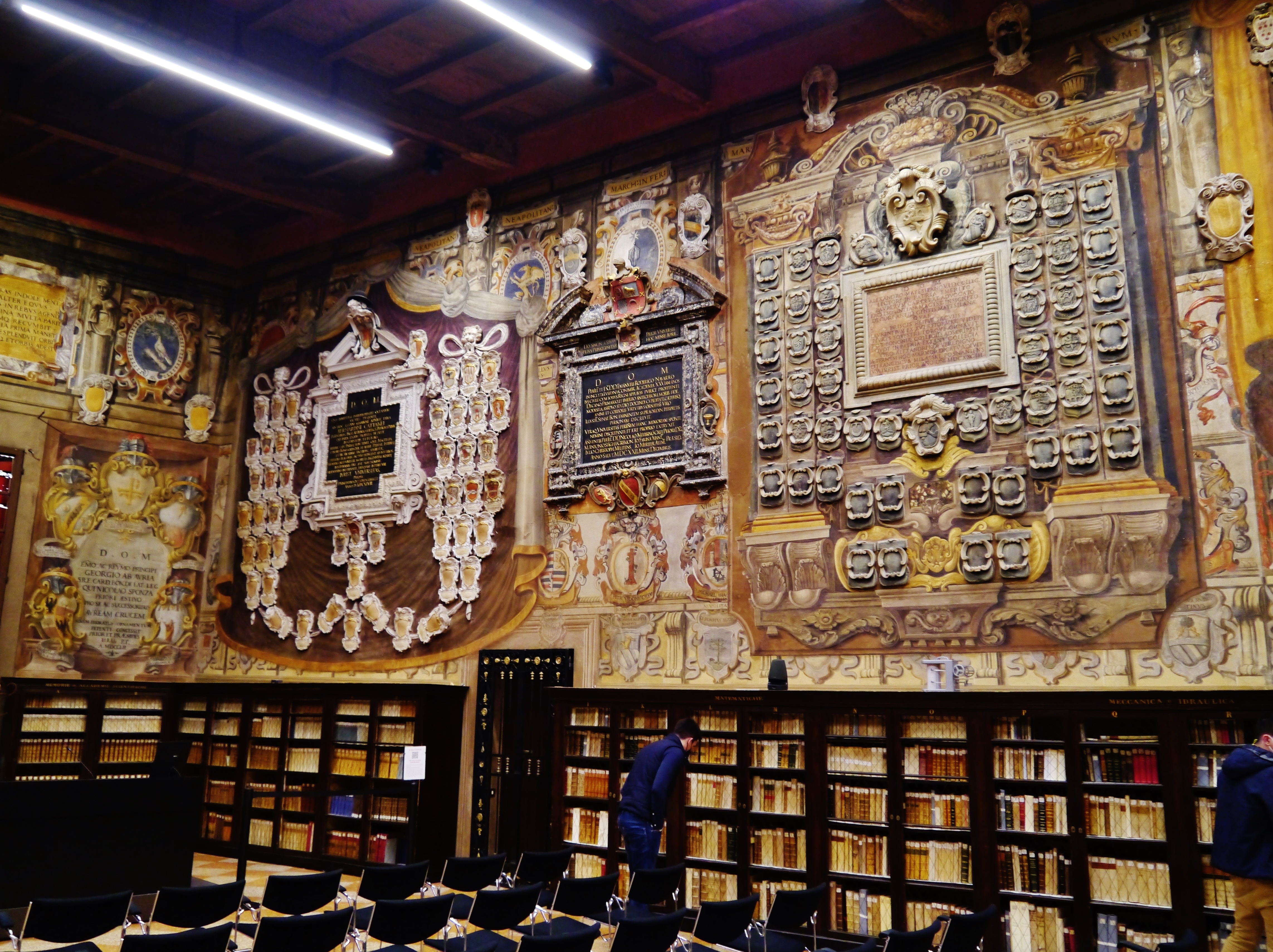
La Biblioteca dell'Archiginnasio

### Biblioteche comunali
Biblioteca dell'Archiginnasio
Biblioteca storica del comune, sorta nel 1838 e ospitata nell'Archiginnasio, l'antica sede universitaria. È principalmente un istituto bibliotecario di ricerca e conservazione che custodisce manoscritti, libri rari e antichi, riviste storiche, stampe e disegni.
Biblioteca Salaborsa
Biblioteca multimediale di carattere generalista. Aperta a tutti, oltre alla collezione libraria possiede numerose riviste, quotidiani, film e cd.
- Salaborsa Ragazzi

Sezione della Salaborsa dedicata a bambini, ragazzi e adolescenti, ospitata negli spazi contigui alla biblioteca generalista.
- Salaborsa Lab Roberto Ruffilli

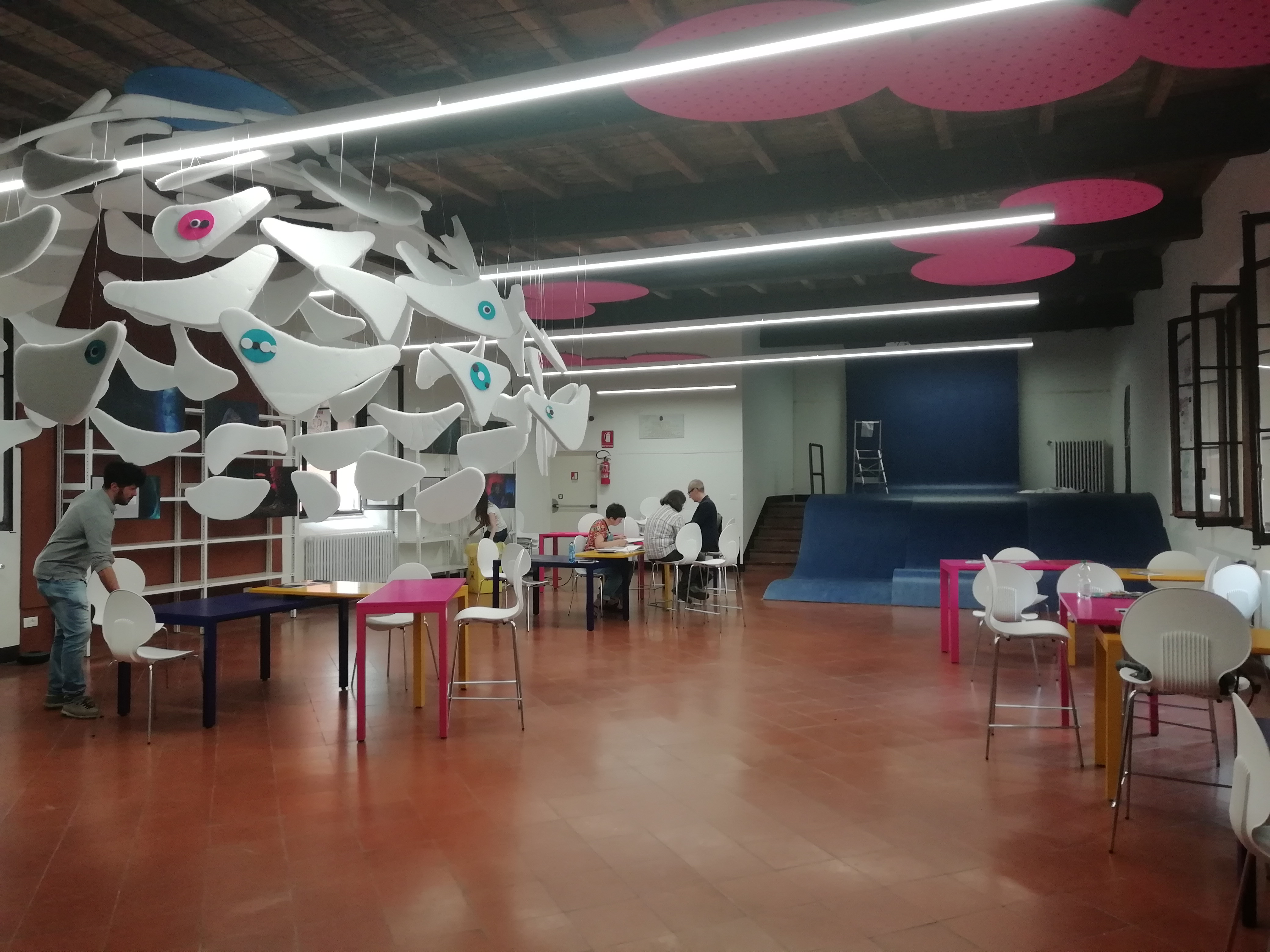
Spazi del Salaborsa Lab

Inaugurata il 30 maggio 2022 negli spazi dell'ex biblioteca multimediale Roberto Ruffilli di vicolo Bolognetti, è una sezione distaccata di Salaborsa dedicata al multimediale, al digitale e alla pluralità dei linguaggi.. Conserva l'Archivio videoludico precedentemente alla Cineteca di Bologna.
Biblioteca Amilcar Cabral
Nata nel 1974 e intitolata al politico africano Amílcar Cabral, è una biblioteca tematica che si occupa dei problemi internazionali, concentrandosi principalmente su America Latina, Asia e Africa. Possiede un patrimonio di oltre 30.000 volumi e 400 riviste in catalogo, tra cui un fondo di 800 volumi sull'Africa Orientale Italiana e uno di 950 sulla Tunisia e il Nordafrica.
Casa Carducci
Casa museo dedicata al poeta Giosuè Carducci di cui ospita la biblioteca e l'archivio.
Biblioteca italiana delle donne

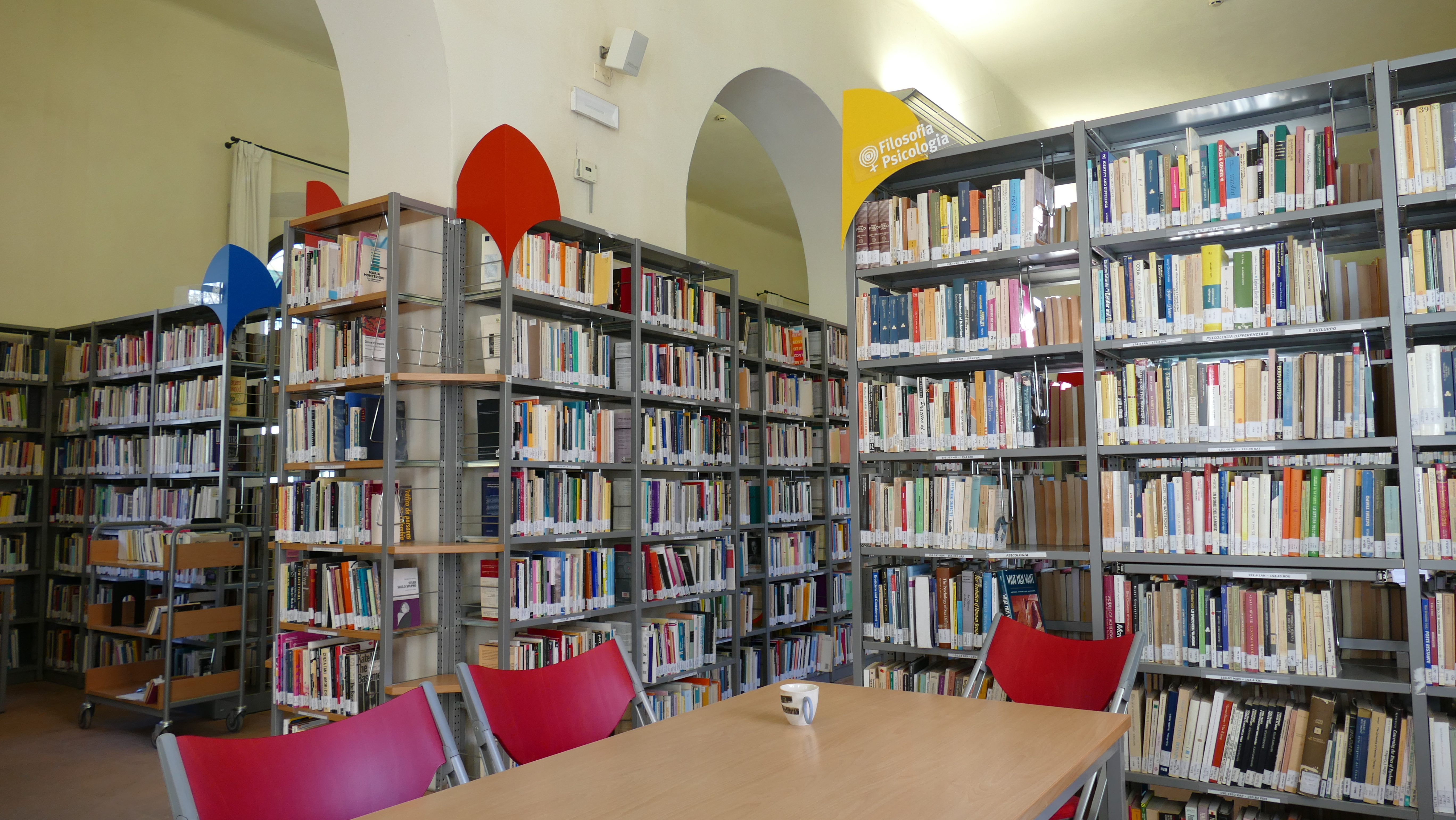
Scaffali della Biblioteca italiana delle donne

Nata alla fine degli anni '70, la Biblioteca italiana delle donne è la biblioteca più importante in Italia specializzata sugli studi di genere e sulla storia del femminismo. Fa parte del Centro delle donne di Bologna, nella stessa sede del convento di Santa Cristina.
Biblioteca Istituto storico Parri
Biblioteca dell'Istituto storico Parri Emilia-Romagna, conserva materiali sulla storia contemporanea, in particolar modo sulle due guerre mondiali, l'antifascismo e il dopoguerra.

#### Biblioteche di quartiere

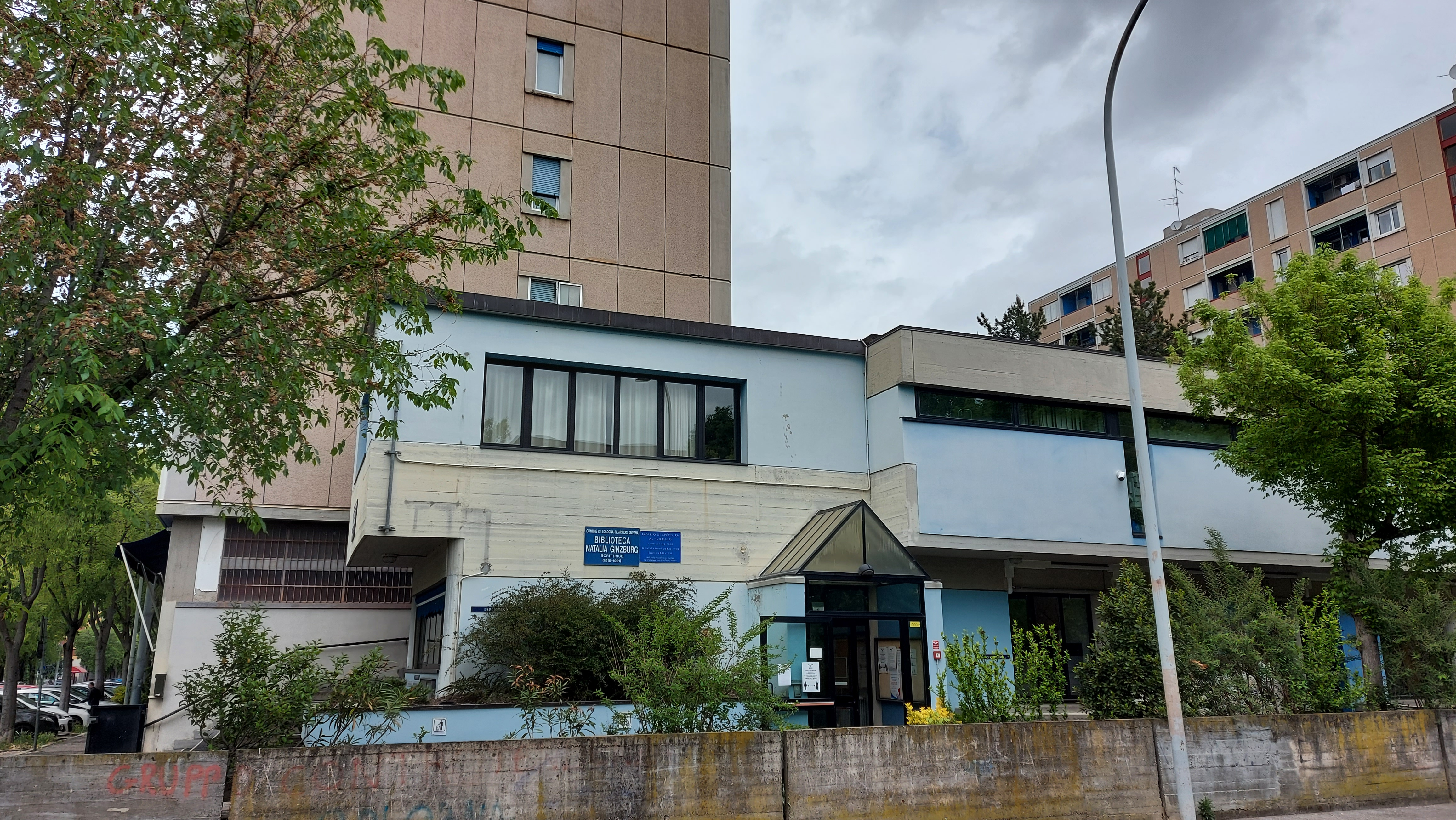
La biblioteca Natalia Ginzburg del quartiere Savena

Tra il 1960, anno di inaugurazione della prima Sezione decentrata di pubblica lettura, e il 1978 vennero aperte nel comune di Bologna diciassette strutture bibliotecarie periferiche, poi via via riordinate e riaggregate giungendo nel 2009 a dodici vere e proprie biblioteche di Quartiere.
- Biblioteca Jorge Luis Borges

Biblioteca del Quartiere Porto-Saragozza intitolata allo scrittore argentino Jorge Luis Borges. È stata inaugurata nel 2000 negli spazi del vecchio mercato del bestiame, integrando le biblioteche Aurelio Saffi e Fratelli Rosselli degli ex quartieri Saffi e Marconi. Possiede circa 44.000 volumi di cui 35.000 a scaffale aperto ed è dotata di una sala studio con 96 posti.
- Biblioteca Borgo Panigale – Miriam Ridolfi

Biblioteca di pubblica lettura del Quartiere Borgo Panigale-Reno, aperta nel maggio 2011 in una nuova sede. Ha 28.000 volumi e 80 posti a sedere, oltre ad aree per ragazzi e bambini. Nel maggio 2024 è stata intitolata a Miriam Ridolfi.
- Biblioteca Casa di Khaoula

Biblioteca del Quartiere Navile aperta nel 2008 presso una vecchia scuderia dell'Ippodromo Arcoveggio. Prende il nome da una bambina che chiedeva al quartiere uno spazio dove poter fare i compiti. Trovandosi nel quartiere Bolognina, possiede una certa tendenza multiculturale.
- Biblioteca Corticella – Luigi Fabbri

Situata anch'essa nel quartiere Navile, è stata aperta nel 1978 all'interno del centro civico di Corticella e ampliata nel 2005. Possiede circa 35.000 libri di cui 6.000 per ragazzi.
- Biblioteca Natalia Ginzburg

Intitolata alla scrittrice Natalia Ginzburg, è la biblioteca di pubblica lettura del Quartiere Savena, con 200 posti di consultazione e un patrimonio di più di 50.000 volumi.
- Biblioteca Lame – Cesare Malservisi

Biblioteca del quartiere Navile intitolata al suo fondatore, l'insegnante Cesare Malservisi. Possiede circa 32.000 documenti e conserva l'archivio storico del Canzoniere delle Lame. La biblioteca venne fondata nel 1974 presso il nuovo centro civico del quartiere Lame; nel 2002 è stata trasferita nella vicina villa Cassarini-Pallotti.
- Biblioteca Orlando Pezzoli

Si trova presso la sede del quartiere Borgo Panigale-Reno, ed è intitolata al maestro e partigiano Orlando Pezzoli. Possiede più di 38.000 volumi e una superficie di circa 1.000 mq. Venne costituita nel 1993 accorpando le biblioteche dei quartieri Santa Viola e Barca; prese sede nel nuovo centro civico di via Battindarno.
- Biblioteca Scandellara – Mirella Bartolotti

Biblioteca del Quartiere San Donato-San Vitale intitolata nel 2019 all'assessore Mirella Bartolotti. È posta in zona Scandellara - San Vitale e possiede oltre 26.000 volumi.
- Biblioteca Luigi Spina

Biblioteca del Pilastro che prende il nome dal primo presidente del Comitato inquilini del rione. È stata aperta nel 1972 e nel 1993 le fu aggregata l'altra biblioteca del quartiere San Donato, la Beroaldo. Ha a sua disposizione 96 posti a sedere e circa 23.000 volumi.
La biblioteca è situata in una ex casa colonica, ristrutturata una prima volta nel 2002-2003 e poi nel 2019-2021. Fino al 2003 lo stesso edificio ospitava anche i servizi giovanili di quartiere, poi trasferiti altrove. Dal 2022 la Luigi Spina gestisce l'adiacente spazio della Casa gialla adibito a centro giovanile.
- Biblioteca Oriano Tassinari Clò

Biblioteca di pubblica lettura del quartiere Porto-Saragozza, situata nel parco di Villa Spada. Ha circa 250 posti a sedere e 50.000 volumi, ed è intitolata all'insegnante e storico locale Oriano Tassinari Clò.

#### Biblioteche specializzate
Il comune di Bologna gestisce, tramite le proprie istituzioni culturali, diverse altre biblioteche specializzate. In particolar modo i musei civici possiedono ciascuno la propria biblioteca: ad esempio si segnalano la biblioteca-emeroteca del MAMbo, la biblioteca del Museo del patrimonio industriale, la biblioteca del Museo civico del Risorgimento in Palazzo Galvani, e la Biblioteca della musica connessa al museo.
- Biblioteca Renzo Renzi

Biblioteca intitolata all'intellettuale bolognese Renzo Renzi, è specializzata in cinema e fotografia. Fa parte della Cineteca di Bologna e ne conserva il patrimonio bibliografico e parte di quello archivistico.

### Biblioteche universitarie

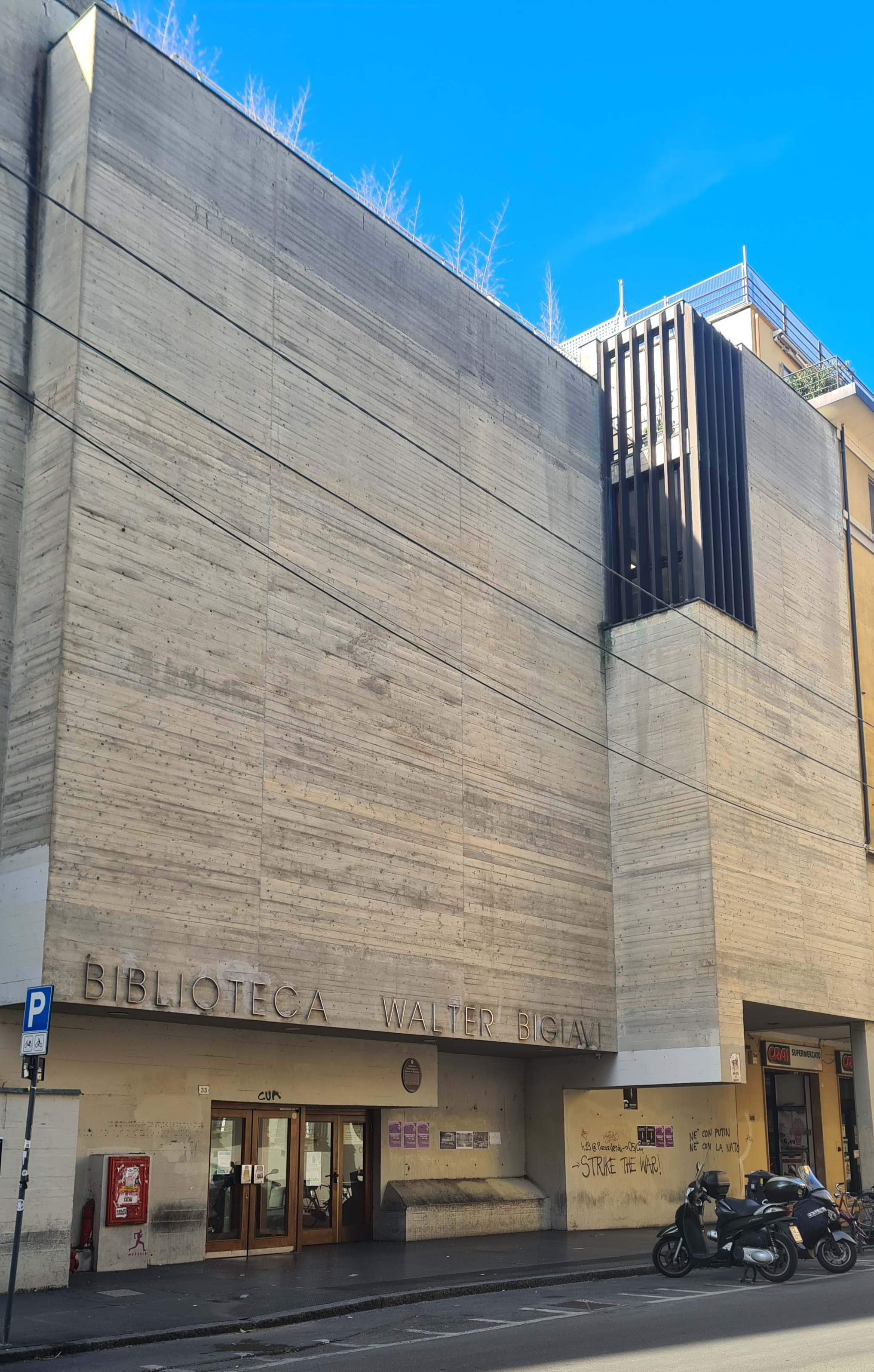
La biblioteca Walter Bigiavi

Biblioteca Universitaria di Bologna
Sorta nel 1712 come biblioteca dell'Istituto delle Scienze, nel 1802 diventa la biblioteca dell'Università con lo spostamento di quest'ultima dall'Archiginnasio a Palazzo Poggi. È la biblioteca più grande di Bologna e dell'Emilia-Romagna per documenti posseduti, contando oltre 1.400.000 tra volumi e materiale non librario.
Biblioteca umanistica Ezio Raimondi
Nata nel 2021 dalla fusione della Biblioteca di filologia classica e italianistica con la Biblioteca di Discipline Umanistiche, a sua volta erede della biblioteca della facoltà di lettere e filosofia sorta nel 1926, è intitolata al filologo Ezio Raimondi.
Biblioteca Zeri
Biblioteca specialistica della fondazione intitolata a Federico Zeri, è composta principalmente dal nucleo originario donato dallo storico dell'arte, comprendente circa 46.000 libri e 37.000 cataloghi d’asta.
Biblioteca di discipline economico-aziendali Walter Bigiavi
Intitolata al professore e rettore dell'Università Walter Bigiavi dal 1969, è ospitata presso il moderno edificio progettato da Enzo Zacchiroli. È la biblioteca di riferimento per gli studi di economia e di scienze aziendali dell'Alma Mater, con un patrimonio di circa 240.000 volumi.
Biblioteca giuridica Antonio Cicu
Biblioteca centrale per le discipline giuridiche, ha un patrimonio di oltre 270 000 volumi ed è dislocata in più sedi e sezioni specializzate.

### Biblioteche ecclesiastiche

#### Biblioteca del Seminario Arcivescovile di Bologna
La Biblioteca comprende i fondi storici del Seminario arcivescovile di Bologna e quelli della Biblioteca arcivescovile fondata dal Cardinale Gabriele Paleotti e successivamente incrementata e riordinata dal Cardinale Prospero Lambertini e dal Cardinale Carlo Oppizzoni. Partecipa al Polo PBE delle Biblioteche ecclesiastiche.

#### Biblioteca dell'Archivio Generale Arcivescovile di Bologna
L'Archivio Generale Arcivescovile possiede una raccolta di volumi riguardanti la storia locale, specialmente religiosa. Partecipa al Polo PBE delle Biblioteche ecclesiastiche.

#### Biblioteca della Facoltà teologica dell'Emilia Romagna
La biblioteca sostiene la Facoltà teologica dell'Emilia-Romagna e l'Istituto di Scienze Religiose Santi Vitale e Agricola nei compiti loro affidati dallo statuto: formazione al servizio delle chiese locali dell'Emilia-Romagna; ricerca scientifica; dialogo con la cultura contemporanea e con le sue istituzioni. Partecipa al Polo PBE delle Biblioteche ecclesiastiche.

### Altre

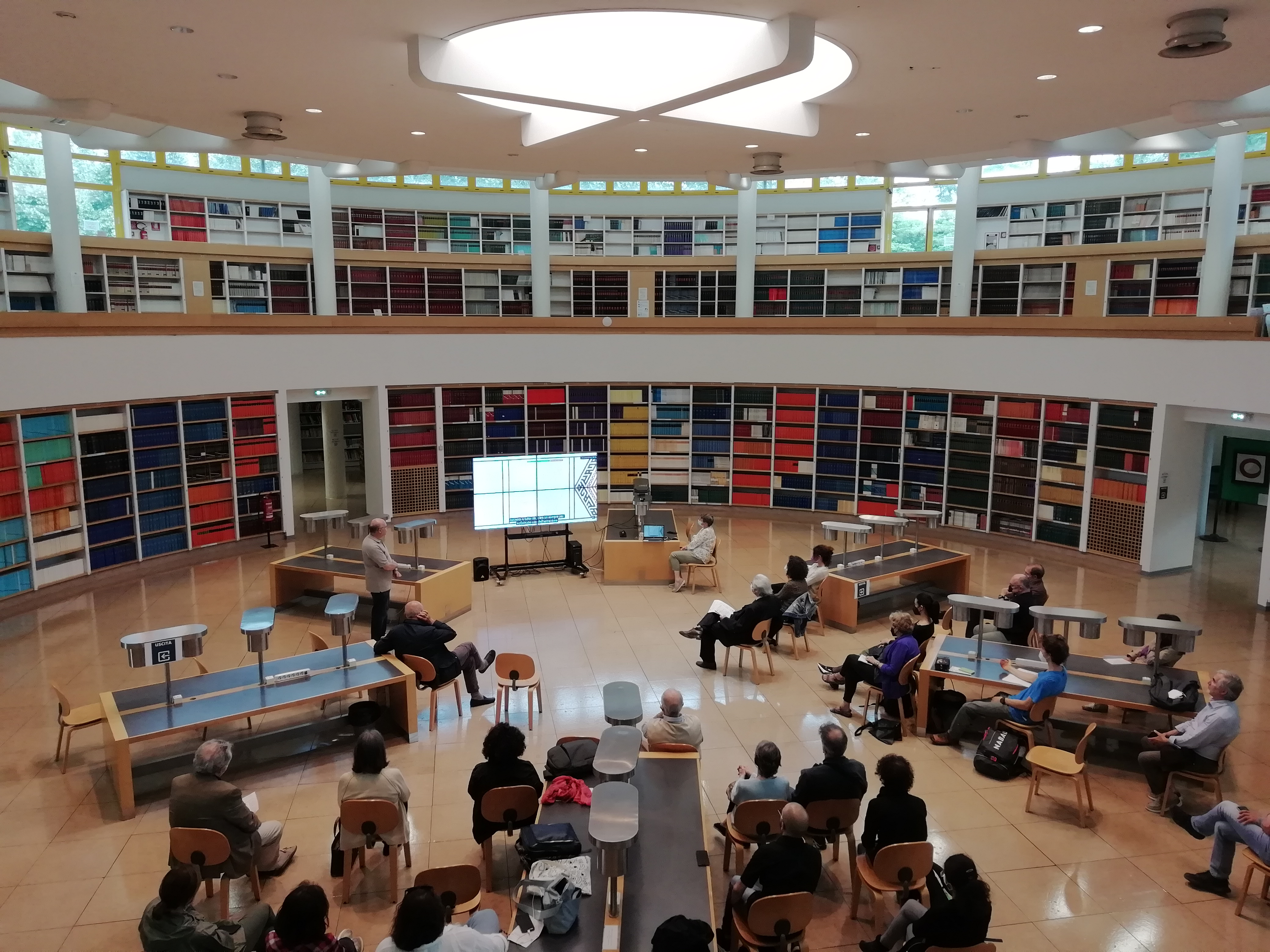
La Biblioteca Dario Nobili nel 2022

Esistono numerose altre biblioteche, spesso facenti parte di enti e istituzioni culturali presenti in città. Un esempio è la biblioteca Dario Nobili dell'Area della ricerca di Bologna, costituita nel 1995 a servizio delle attività del CNR.

#### Biblioteche della Regione

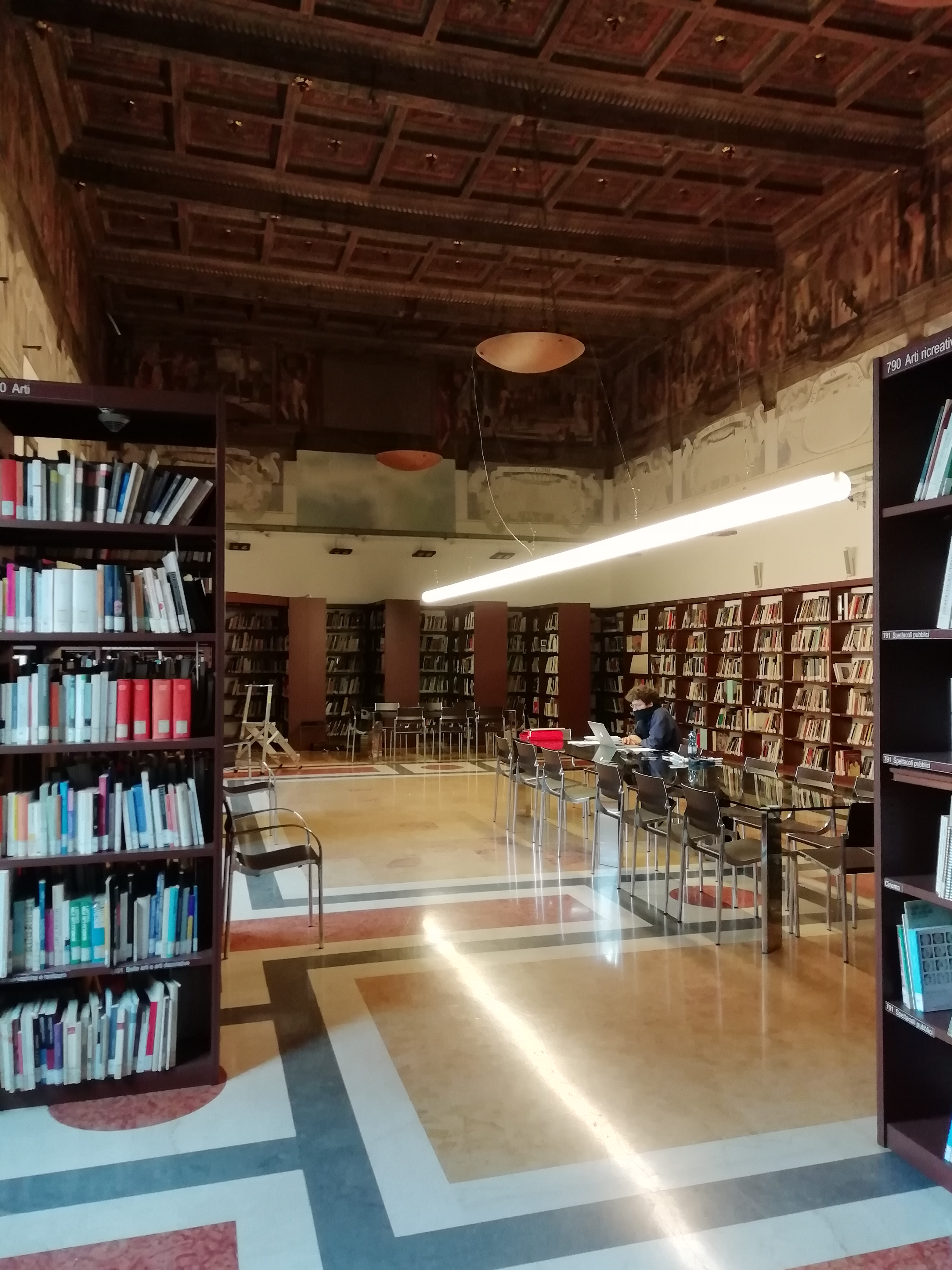
La Mediateca Giuseppe Guglielmi

La Regione Emilia-Romagna, tramite i suoi vari organi e istituzioni, comprende sei biblioteche specializzate e di servizio, alcune delle quali accessibili al pubblico. Alcuni esempi sono la biblioteca dell'Assemblea Legislativa, o quella dell'Agenzia sanitaria e sociale. Di notevole rilievo è la Mediateca Giuseppe Guglielmi, che in passato fu dell'Istituto Beni Culturali poi assorbita nel 2020 dal Servizio patrimonio culturale della Regione; dal 2011 ha sede in Palazzo Leoni.

#### Biblioteche scolastiche
Tra le altre biblioteche vanno citate quelle degli istituti scolastici, inserite nel catalogo di polo e in parte accessibili al pubblico. 
Sono presenti in città le biblioteche dei licei Galvani, Minghetti, Righi, Fermi e Copernico; degli istituti tecnici e professionali Aldini-Valeriani, Belluzzi-Fioravanti e Crescenzi-Pacinotti.
- Biblioteca del Liceo artistico F. Arcangeli

La biblioteca scolastica del liceo artistico Francesco Arcangeli ha origine da diversi nuclei patrimoniali, confluiti nella costituzione del nuovo istituto superiore artistico attorno al 2005. La biblioteca è specializzata nella storia dell'arte e nelle discipline artistiche, con una consistenza di circa 18.000 volumi, più di 2.000 documenti audiovisivi, 200 periodici cessati e correnti e una vasta collezione di disegni, documenti grafici, stampe e fotografie.

#### Biblioteca dell'Archivio di Stato
La biblioteca interna dell'Archivio di Stato di Bologna è stata istituita nel 1874 come ausilio alla consultazione del patrimonio conservato. È specializzata nella storia locale e nell'archivistica e il suo patrimonio consta di oltre 11.000 volumi e 7.000 opuscoli.

#### BibliotecaGiuseppe Dossetti
Biblioteca della Fondazione per le scienze religiose Giovanni XXIII incentrata sulle scienze religiose dal punto di vista storico, esegetico e teologico. Possiede un patrimonio di oltre 300.000 volumi posseduti ed un’emeroteca che conta 2.565 periodici cartacei o in formato elettronico.

### Biblioteche chiuse o soppresse
Varie biblioteche nel tempo sono state soppresse e accorpate in seguito a vari riordini, com'è avvenuto ad esempio per la biblioteca del quartiere Malpighi chiusa per lavori di ristrutturazione nel 2003 di cui è stata decisa la chiusura definitiva nel 2005.

#### Biblioteca comunale centrale di Palazzo Montanari
Biblioteca centrale del comune aperta nel 1967, era ospitata in Palazzo Montanari, da cui prendeva il nome. Terminò la sua attività nel luglio del 2000 e nel 2001 il patrimonio venne trasferito a Biblioteca Salaborsa.

#### Biblioteca dei ragazzi ai Giardini Margherita
Biblioteca aperta nel 1954 presso la palazzina liberty dei Giardini Margherita, fu una delle prime in Italia a rivolgersi a bambini e ragazzi. La biblioteca venne chiusa nel 1977 per problemi strutturali.

#### Biblioteca centrale bambini e ragazzi di Villa Mazzacorati
Biblioteca dedicata ai minori aperta nel 1991 negli spazi di Villa Aldrovandi Mazzacorati ereditando il patrimonio della biblioteca dei ragazzi ai Giardini Margherita, chiusa nel 1977. La biblioteca termina la sua attività nell'ottobre del 2000, a marzo 2001 il patrimonio viene trasferito nella nuova Salaborsa Ragazzi.

#### Biblioteca Roberto Ruffilli
La biblioteca, collocata nell'ex convento di San Leonardo e intitolata a Roberto Ruffilli, termina la sua attività nel novembre del 2001 e gran parte del patrimonio viene trasferito nella neonata Biblioteca Salaborsa. Pochi anni dopo, nel 2004, negli stessi spazi viene aperta una biblioteca di quartiere con la stessa intitolazione che ospitava 15.000 volumi oltre al fondo Roberto Vitali composto da locandine d'arte. La biblioteca continua la sua attività fino al 2019 quando viene chiusa per attuare dei lavori di riqualificazione, riapre nel maggio 2022 come sede decentrata di Salaborsa con il nome di Biblioteca Salaborsa Lab Roberto Ruffilli.

## Enti e istituzioni

### Bologna Biblioteche
Il comune di Bologna gestisce le proprie biblioteche tramite il Settore biblioteche comunali, costituito nel 2021 in sostituzione della precedente Istituzione Biblioteche attiva dal 2008.

### Consorzio Provinciale di Pubblica Lettura

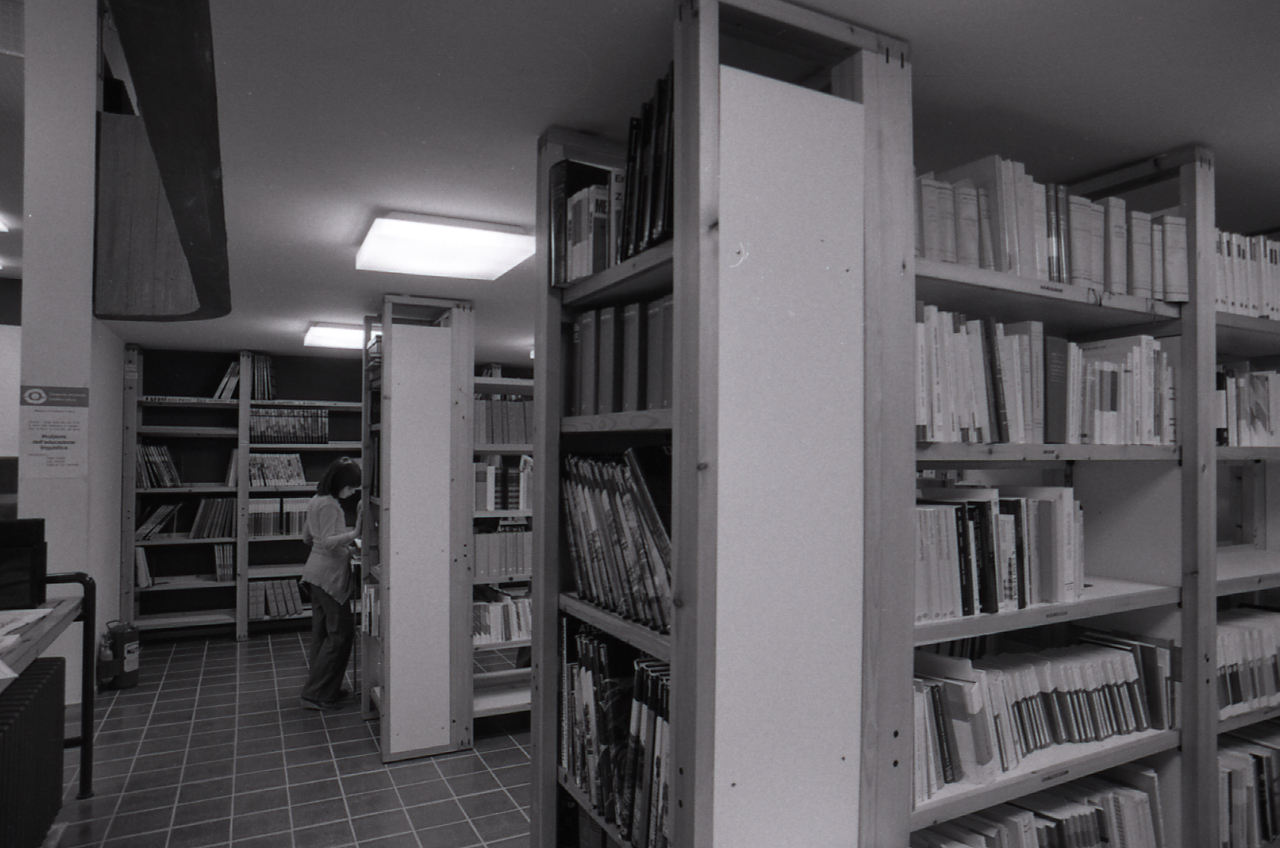
Biblioteca del Consorzio a Casalecchio di Reno (1976)

Il Consorzio Provinciale di Pubblica Lettura sorto nel 1958 comprendeva alla sua fondazione la Provincia di Bologna e 50 comuni, a cui se ne aggiunsero altri 8 nel corso del tempo. Nei primi anni vennero allestiti 62 posti di prestito, ospitati presso i municipi o centri sociali, dove venivano consegnati i libri a rotazione. Presso il Centro bibliotecnico era depositata la raccolta libraria centrale da cui venivano distribuiti i volumi nelle varie località, anche su richiesta dei singoli lettori. Questo primo nucleo di 5.000 volumi era stato ereditato dalle reti di prestito di Imola e Bologna del Servizio Nazionale di Lettura, e fu costantemente accresciuto fino ad arrivare a 238.684 volumi nel 1986: un incremento medio di 9.000 libri all'anno.
Nel 1964 vennero aperte le prime sale di lettura, mentre due anni più tardi si decide di istituire vere e proprie biblioteche consortili. Il modello da seguire era quello delle biblioteche anglosassoni e del nord Europa, a scaffali aperti e con l'idea di una facile consultazione. Nel 1963 viene incaricato l'architetto Bruno Zevi di progettare un prototipo per le biblioteche del consorzio. Nonostante il successo del progetto, esposto a Genova al convegno "L'edilizia e l'arredamento della biblioteca", non venne mai realizzato poiché mal si adattava ai singoli contesti in cui si doveva costruire l'edificio: si scelse dunque di impiantare le biblioteche in edifici già esistenti e possibilmente centrali. La prima fu aperta nel municipio di Porretta Terme.
Si giunse così ad aprire 25 nuove biblioteche, raggiungendo a metà degli anni Ottanta un totale di 40 tra sale di lettura e biblioteche, con un patrimonio in parte "residente in sede" e in parte circolante, suddiviso in sezioni e catalogato tramite un sistema automatico meccanizzato, infine venne data attenzione alle sezioni per ragazzi, portando le novità della Fiera del libro per ragazzi. Il consorzio inoltre si occupò di promuovere eventi e manifestazioni culturali: mostre, presentazioni di libri, conferenze, incontri con gli autori, proiezioni di film, corsi di lingue, dibattiti e rassegne musicali.
Nel 1984 iniziò il processo di scioglimento del consorzio, su impulso della legge regionale in materia varata l'anno precedente. Due anni più tardi, nel dicembre del 1986, il consorzio fu definitivamente sciolto trasferendo le biblioteche in gestione ai singoli comuni. Il logo del Consorzio, raffigurante un occhio, fu disegnato da Concetto Pozzati attorno al 1962 e utilizzato nei manifesti e nelle grafiche delle biblioteche.

### Polo bolognese SBN/UBO
Le biblioteche di Bologna e del suo territorio sono coordinate dal Polo Unificato Bolognese (UBO) che fa parte del Servizio Bibliotecario Nazionale. Esso comprende circa 250 biblioteche riunite sotto un unico catalogo OPAC. Il catalogo del Polo Bolognese è curato e gestito dall'Università di Bologna tramite il Settore Gestione e sviluppo del catalogo del Polo Bolognese (ARPAC).